# Mike, el pollo sin cabeza
Mike, el pollo sin cabeza, en inglés Mike the Headless Chicken (Fruita, Colorado, Estados Unidos, 20 de abril de 1945 — Phoenix, Arizona, Estados Unidos, 17 de marzo de 1947), conocido también como Miracle Mike ("Mike Milagro" o "Mike el Milagroso"), fue un pollo de la raza Wyandotte que sobrevivió durante 18 meses después de que su dueño le cortara la cabeza. Como muchos pensaron que se trataba de un fraude, el dueño llevó al ave a la Universidad de Utah en Salt Lake City para que confirmaran su autenticidad.

## Decapitación
El 10 de septiembre de 1945 el agricultor Lloyd Olsen Zweedijk, de Fruita, Colorado (Estados Unidos), fue enviado por su mujer a buscar un pollo para la cena. Olsen seleccionó un joven gallo de cinco meses y medio llamado Mike. El hacha no alcanzó la vena yugular, dejando un oído y la mayor parte del tronco encefálico intacto.
A pesar del errado hachazo que le propinó Olsen, Mike seguía siendo capaz de mantener el equilibrio sobre una percha y caminar con torpeza; incluso intentó acicalarse y graznar, aunque no lo consiguió. Al contemplar que el ave no moría, el sorprendido granjero decidió cuidar a Mike, dándole de comer una mezcla de leche y agua a través de un gotero, y proporcionándole también pequeños granos de maíz.
Cuando se habituó a su inusual nuevo centro de gravedad, Mike pudo fácilmente alcanzar por sí mismo las perchas más altas sin caerse. Su canto consistía en un gorgoteo hecho con la garganta, siendo incapaz de cantar al amanecer. Mike también pasaba su tiempo acicalándose y tratando de picotear moviendo su cuello en busca de alimento.

## Fama
Una vez que alcanzó cierta fama, Mike comenzó a ser exhibido en compañía de otras criaturas tales como un becerro de dos cabezas. También fue fotografiado por docenas de periódicos y revistas, entre ellas Time y Life.
Inicialmente el dueño de Mike cobraba 25 centavos por persona por mostrarlo públicamente. En su momento más popular, el pollo llegó a ganar 4500 dólares al mes, que equivaldría a unos 50 000 dólares actuales (2005), y fue valorado en 10 000 dólares. El evidente éxito de Olsen provocó una ola de decapitaciones de pollos, pero ninguno de ellos sobrevivió más de uno o dos días.

## Muerte
En marzo de 1947, en una parada en un motel de Phoenix, Arizona, durante el viaje de vuelta a casa de una gira, Mike comenzó a asfixiarse en mitad de la noche. Como los Olsen habían olvidado su comida y sus jeringas de limpieza en la caseta el día anterior, no pudieron salvarlo. Lloyd Olsen alegó que había vendido al animal, de modo que surgieron historias sobre Mike por todo el país hasta 1949. Otras fuentes, entre las que se encuentra el Libro Guinness de los récords, afirman que la tráquea del pollo no podía obtener el aire suficiente para poder respirar, así que fue estrangulado en el hotel.
Post mortem, se determinó que el hacha no había alcanzado la arteria carótida y un coágulo había impedido que Mike se desangrara. Aunque la mayor parte de su cabeza fue cortada, gran parte de su tallo cerebral y uno de sus oídos habían quedado intactos. Dado que las funciones básicas (respiración, ritmo cardíaco, etcétera), así como la mayoría de acciones reflejas de un pollo, están controlados por el tronco del encéfalo, Mike fue capaz de permanecer en un relativo buen estado de salud.

## Legado en Fruita
Actualmente Mike, el pollo sin cabeza, tiene un notable reconocimiento en Fruita, Colorado, ya que anualmente se celebra una fiesta en su honor ("Mike the Headless Chicken Day"). Desde 1999, cada tercer domingo de mayo se organiza una serie de actividades entre las que se incluyen "5K Run Like a Headless Chicken Race", “egg toss”, "Pin the Head on the Chicken", "Chicken Cluck-Off" y "Chicken Bingo". Además, la banda Radioactive Chickenheads compuso una canción sobre Mike.